# Sart-lez-Spa
Sart-lez-Spa (en wallon Li Sårt-dilé-Spå) es una sección del municipio belga de Jalhay, situado en región valona, provincia de Lieja. Con anterioridad a 1977, fue un municipio independiente, que se integró con los vecinos en la fusión de municipios de 1977.

## Patrimonio
- Plaza del Mercado
- Perron (1458).
- Iglesia de Saint Lambert, construida en 1705 y coronada por un clocher tors.
- La casa Lespire, datada en 1616.
- La casa vicarial.
- La casa Bronfort, que data de finales del siglo XVIII .
- La casa de Maquis.

## Actividades
Sart cuenta una escuela comunal.
El consejo del Laetare celebra el carnaval en colaboración con el pueblo vecino de Tiège. Desde 1660, los carros floridos de las dos localidades rivalizan en belleza. Los Dominos Blancos de Sart y Dominos Negros de Tiège animan las calles de los dos pueblos.
Desde 1976, Sart organiza la fiesta de los Viejos Oficios. Tiene lugar, en principio, cada 4 años. En agosto de 2017, se desarrolló la 12.ª edición. Cerca de 200 artesanos y 500 actores animaron el pueblo.